# Adler Henrik
Adler Henrik (Pozsony, 1849. augusztus 5. – Bécs, 1909. november 27.) orvos.

## Élete
Zsidó származású volt, a gimnáziumot szülővárosában, az egyetemet Bécsben végezte és ugyanott lett városi kerületi orvos. Egyszersmind munkatársa volt a Neue Preie Pressének, 1886-ban szerkesztette a Tagblatt des hygienische Congresses, 1889-től a Wiener Medizinische Wochenschrift, 1894-től a Monatsschrift für Gesundheilsplege, a Taschenbuch für Zivilarzte és a Medizinalschematismus című kiadványokat és folyóiratokat.